# Freaks Out
Freaks Out és una pel·lícula italiana de drama històric i fantàstic del 2021 dirigida per Gabriele Mainetti. S'ha doblat al valencià per a À Punt; també s'ha subtitulat al català central.
Originalment prevista pel 22 d'octubre de 2020, la data es va endarrerir fins al 16 de desembre, i després es va retrocedir de nou a causa de la segona onada de la pandèmia COVID-19 a Itàlia. Finalment, la pel·lícula es va programar pel 28 d'octubre de 2021.
Es va presentar a la competició principal del 78è Festival Internacional de Cinema de Venècia. Va rebre crítiques majoritàriament positives, amb elogis a la interpretació, la cinematografia, el valor de la producció i la temàtica, però amb algunes crítiques per l'excés de durada i la manca d'enfocament. Va guanyar el premi Leoncino d'Or al Festival de Cinema de Venècia i el Premi del Públic VriendenLoterij al 51è Festival de Cinema de Rotterdam.

## Repartiment
- Claudio Santamaria com a Fulvio
- Pietro Castellitto com a Cencio
- Giancarlo Martini com a Mario
- Aurora Giovinazzo com a Matilde
- Giorgio Tirabassi com a Israel
- Max Mazzotta com el geperut
- Franz Rogowski com a Franz